# Markotów Mały
Markotów Mały (niem. Klein Margsdorf) – wieś w Polsce położona w województwie opolskim, w powiecie kluczborskim, w gminie Wołczyn.
W latach 1975–1998 miejscowość administracyjnie należała do ówczesnego województwa opolskiego.